# Parafia Matki Bożej Nieustającej Pomocy w Morawicy
Parafia Matki Bożej Nieustającej Pomocy – parafia rzymskokatolicka w Morawicy (diecezja kielecka, dekanat morawicki).
Erygowana w dniu 5 lutego 1982 roku przez biskupa Stanisława Szymeckiego.